# 患者の権利法
患者の権利法（かんじゃのけんりほう）とは、一般に、患者の権利を定めた各国の法制度を指す場合もあるが、日本においては、患者の権利を保障するため法制化を求めたいくつかの「法律案」を指す。
なお、2019年現在、市民団体・患者の権利法をつくる会は「医療基本法」を目指すとしている。
日本以外の各国における患者の権利を定めた法体制については患者の権利の項を参照。

## 歴史
1984年、有識者や市民グループらの発起人により構成する起草委員会は「患者の権利宣言案」として、患者に認められるべき基本的権利をとりまとめて発表した。
1991年10月14日に、患者の権利の法制化を求めて活動している市民団体「患者の権利法をつくる会」が、患者の権利を保障するため法制化を訴えて、法律案「患者の権利法」（正式名称：「患者の諸権利を定める法律要綱案」）を発表。これは、日本における患者の基本的権利（患者の権利）を確立するための運動（後述する）のひとつだった。
1992年11月6日、日本弁護士連合会が「患者の権利の確立に関する宣言」を出す。
2011年10月6日には、日本弁護士連合会が、第54回人権擁護大会の声明において、「我が国には、このような基本的人権である患者の権利を定めた法律がない」「日本医師会生命倫理懇談会による1990年の『説明と同意』についての報告も、こうした流れを受けたものではあるが、『説明と同意』という訳語は、インフォームド・コンセントの理念を正しく伝えず、むしろ従来型のパターナリズムを温存させるものである」と批判。
2011年末、日本弁護士連合会が、日本において「患者の権利が十分に保障されていない状況を問題視し、『患者の権利法』の法制化を目的とした『患者の権利に関する法律大綱案の提言』を厚生労働省に提出」した。
2019年2月6日、超党派の国会議員で組織する「医療基本法の制定にむけた議員連盟」が設立総会が開催され、「患者の権利法をつくる会」なども参加し、そこで日本医師会会長の横倉義武氏は、「日医でもこれまで医療基本法を検討してきた」とし、「医師と患者との関係を議論する際に、何らかの基本法が必要ではないか、ということで、医療基本法の制定を望むことになった。医療者と患者は対立構造で捉えられがちだが、本来、闘うべきは病気や怪我。患者が闘い、それをいかに医療者がサポートしていくかという観点からこの医療基本法がしっかりとしたものになればと考えている。医療者側と患者側が手を組むのは驚きかもしれないが、法律のために努力してもらいたい」と述べた。患者側からは、全国ハンセン病療養所入所者協議会事務局長の「二度と同じ間違いを繰り返さないでほしい」との訴え、その他の患者会代表からは「医療政策に患者の声が反映されていない」、「医療者が患者の権利を守ることが、医療者の権利を守ることにつながる、そのことによって初めて医療が成り立つ」、「患者が泣くことがない医療、患者が納得できる医療を行うためには、基本的な患者の権利を法律でしっかり位置付けることが必要」などの要望が出された。

## 背景
もともとは全国の医療過誤訴訟に携わる弁護士、医師にお任せの医療に対して批判的な医師をふくむ医療従事者、これらの立場を支持する研究者、文化人、医療過誤被害者および遺族らによって取り組まれた「患者の権利宣言運動」に端を発したものである。1984年、これらの発起人をもって構成する起草委員会は「患者の権利宣言案」として、患者に認められるべき基本的権利をとりまとめて発表した。医療におけるインフォームドコンセント、自己決定権、等しく最善の医療を受ける権利等の患者の権利が認められるべきだと主張し、インフォームドコンセントという言葉自体を持たなかった日本の医療界に衝撃を与え、その定着に大きく貢献した。その後、アメリカなどにおける患者の権利法制定の流れを受けて、患者の権利法制定運動へと引き継がれた。医療における患者の権利を法制化しようという運動は、医療者側と対峙しながらもカルテ開示、インフォームドコンセントなど、徐々に拡がり、少しずつではあるが深化してきている。